# یوهان نستروی
یوهان نستروی (انگلیسی: Johann Nestroy؛ ۷ دسامبر ۱۸۰۱ – ۲۵ مهٔ ۱۸۶۲) یک نمایش‌نامه‌نویس اهل اتریش بود.